# Berna (entreprise)
Pour les articles homonymes, voir Berna.
Berna était une entreprise suisse basée à Olten qui fabriquait des voitures, des camions, des autobus et des trolleybus. L'entreprise poursuit désormais son activité à Olten sous le nom de Ionbond, filiale du groupe japonais IHI.

## Histoire

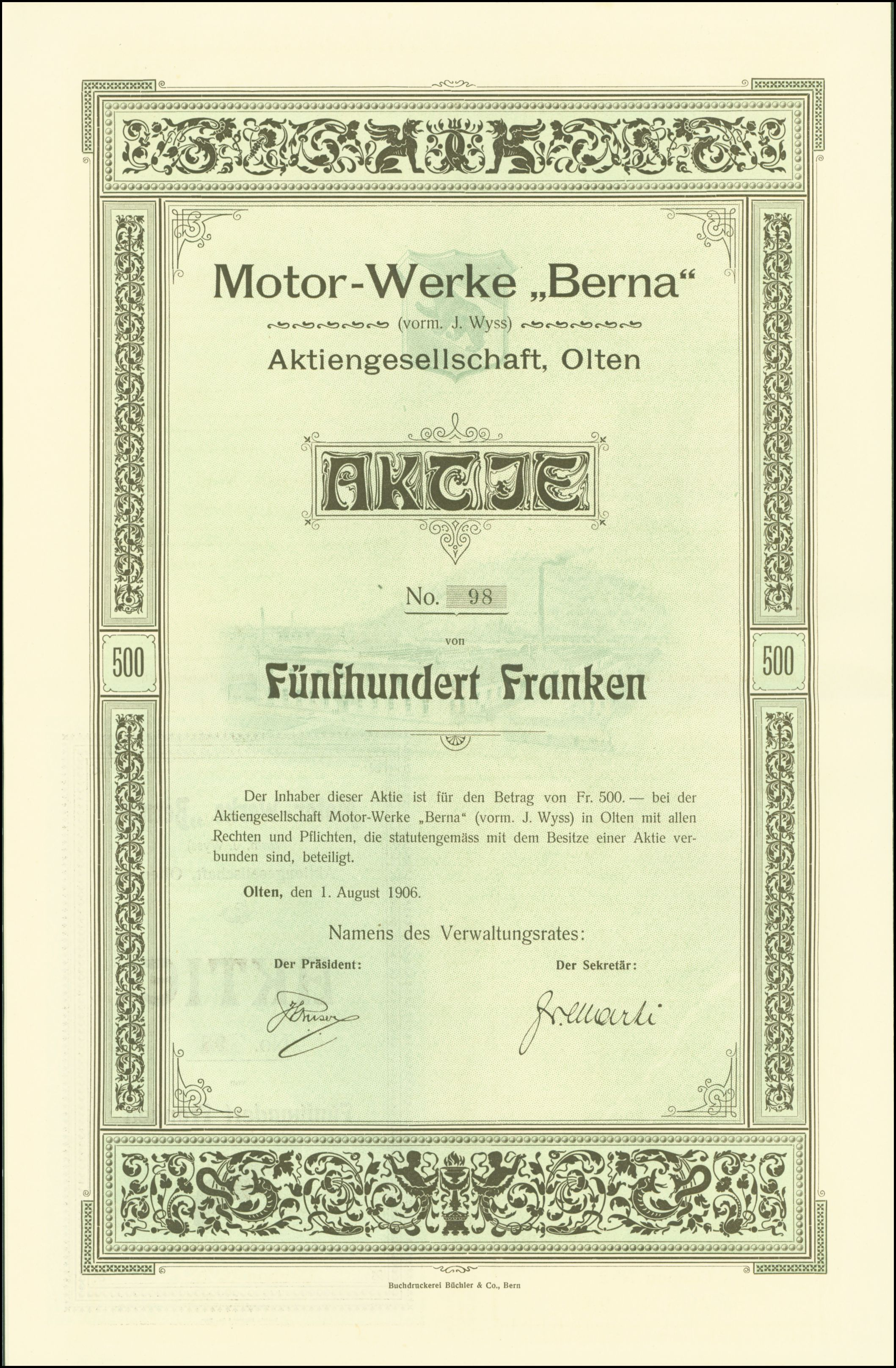
Action des Motor-Werke Berna en date du 1 août 1906

En 1902, Josef Wyss construit sa première voiture dans ses ateliers à Berne, d'où le nom « Berna ». En 1902 et 1903, un total de douze véhicules de la première Berna ont été produits. En 1904, il s'installe à Olten. En 1905, l'entreprise fabrique des voitures de tourisme (« Berna légère »), des autobus et le premier camion de 2 tonnes,. Une soixantaine d'ouvriers travaillent alors dans la fabrique.
En 1906, un conflit de plusieurs semaines éclate avec la Fédération des ouvriers sur métaux (future FTMH) en raison de violations de la loi sur les fabriques. En 1907, Josef Wyss est exclu de la société anonyme Motor-Werke Berna qui venait de se créer. En 1908, la société passe en mains anglaises (Berna Commercial Motors Ltd) et l'usine cesse de produire des voitures de tourisme. La société produisait alors principalement pour l'exportation, en particulier en Angleterre, où les véhicules Berna bénéficièrent d'un bon volume de ventes,.
En 1912, ses actionnaires suisses rachètent la société et lui donnent le nom de Motorwagenfabrik Berna AG. Berna sut s'imposer sur le marché domestique. Pendant la Première Guerre mondiale, l'entreprise produit un grand nombre de camions de 3,5 tonnes Berna C2 livrés entre 1914 et 1917 à l'Armée suisse, mais aussi à l'armée britannique (591). Ce camion fut également produit sous licence en Angleterre (British Berna), en Autriche (Perl), en Hongrie et en Allemagne (Krauss). En 1916, Berna reprit l'usine Franz à Zurich.
Plus tard la société est en proie à des difficultés d'écoulement et, en 1929, Saurer acquiert la majorité du capital. En 1965, le succès d'une nouvelle technique de traitement des surfaces métalliques (produit bernex) développé par l'entreprise engendre la création de filiales en Allemagne et aux États-Unis. En 1976, Saurer reprend de sa filiale l'ensemble des activités de construction automobile. En 1978, avec 650 employés, Berna réalisait 55 millions de francs de chiffre d'affaires, en 1995, 45 millions avec 160 employés.

## Véhicules

### Voitures

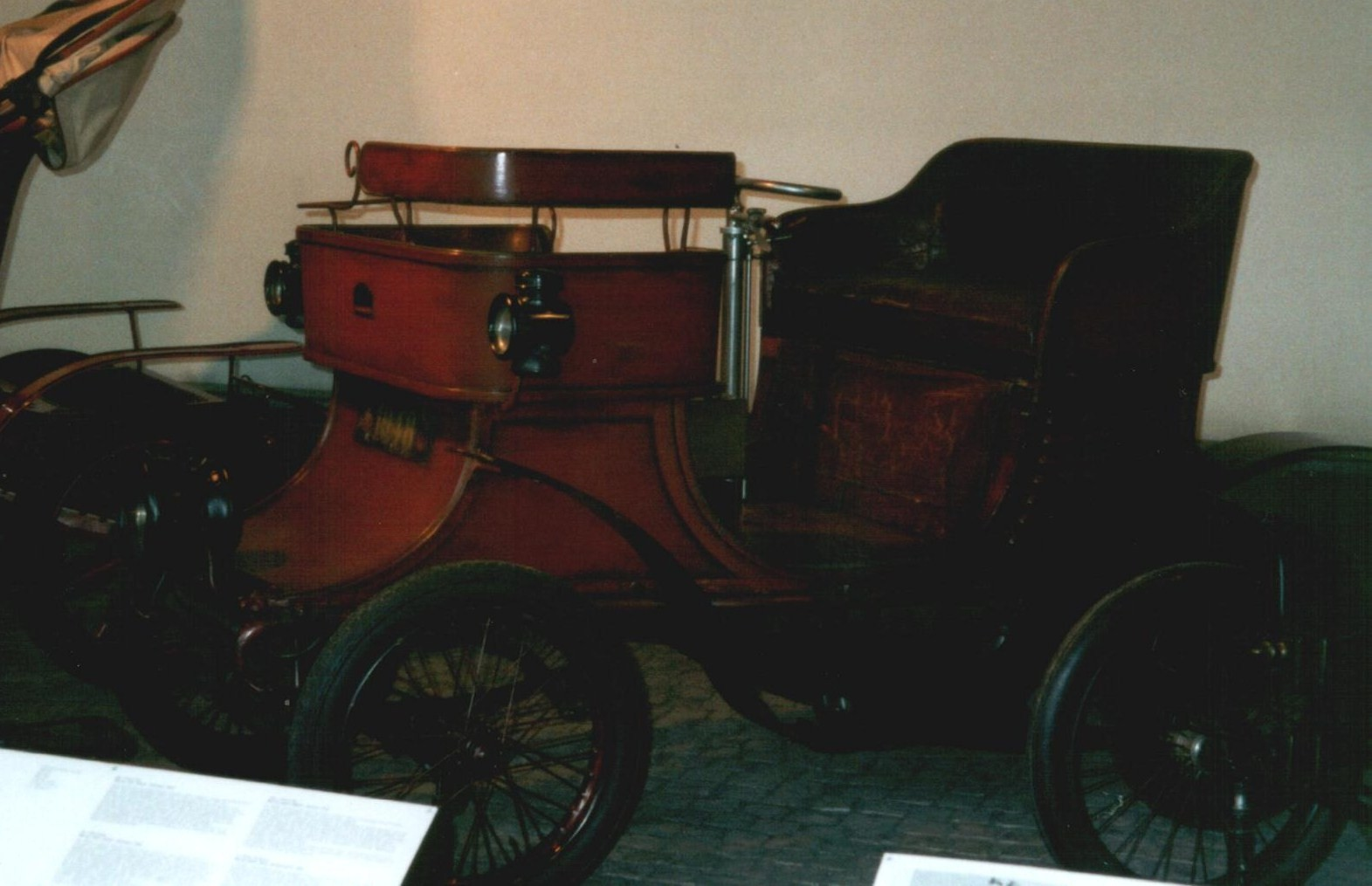
Une voiture de tourisme Berna légère de 1902, produite à Berne, exposée au musée suisse des transports à Lucerne.

### Camions
- Berna C
- Berna C2 (1914-1917), camion militaire
- Berna E
  - Berna E5 [8]
  - Berna E4 NOP
  - Berna E4 NOF
- Berna N
- Berna G1 (1906)
- Berna 2 (de)[9], [10]
  - Berna L1 [11]
  - Berna L1k
  - Berna L2 (1932)
  - Berna L2k
  - Berna L3
  - Berna L4, L5 et L5a (1934)
  - Berna G6/G6 MSR [12]

- Type U (1936), (type C de Saurer)
  - Berna 1U
  - Berna 1U
  - Berna 4U, 4UL
  - Berna 5U, 5UM
  - Berna U39 D
  - Berna 2UM et 4UM (1950), pour l'armée avec Saurer et FKW
  - Berna 2 US (de)
- Type V, (type D de Saurer)
  - Berna 2VM (de) 4x4 (1959)
- Berna 3 (1974)
  - Berna 5D
  - Berna 5V, 5VF (1973)
  - Berna 5SF
  - Berna S2VF
- Berna D290 (1977)
- Berna TLM10M3
- Berna TLM12

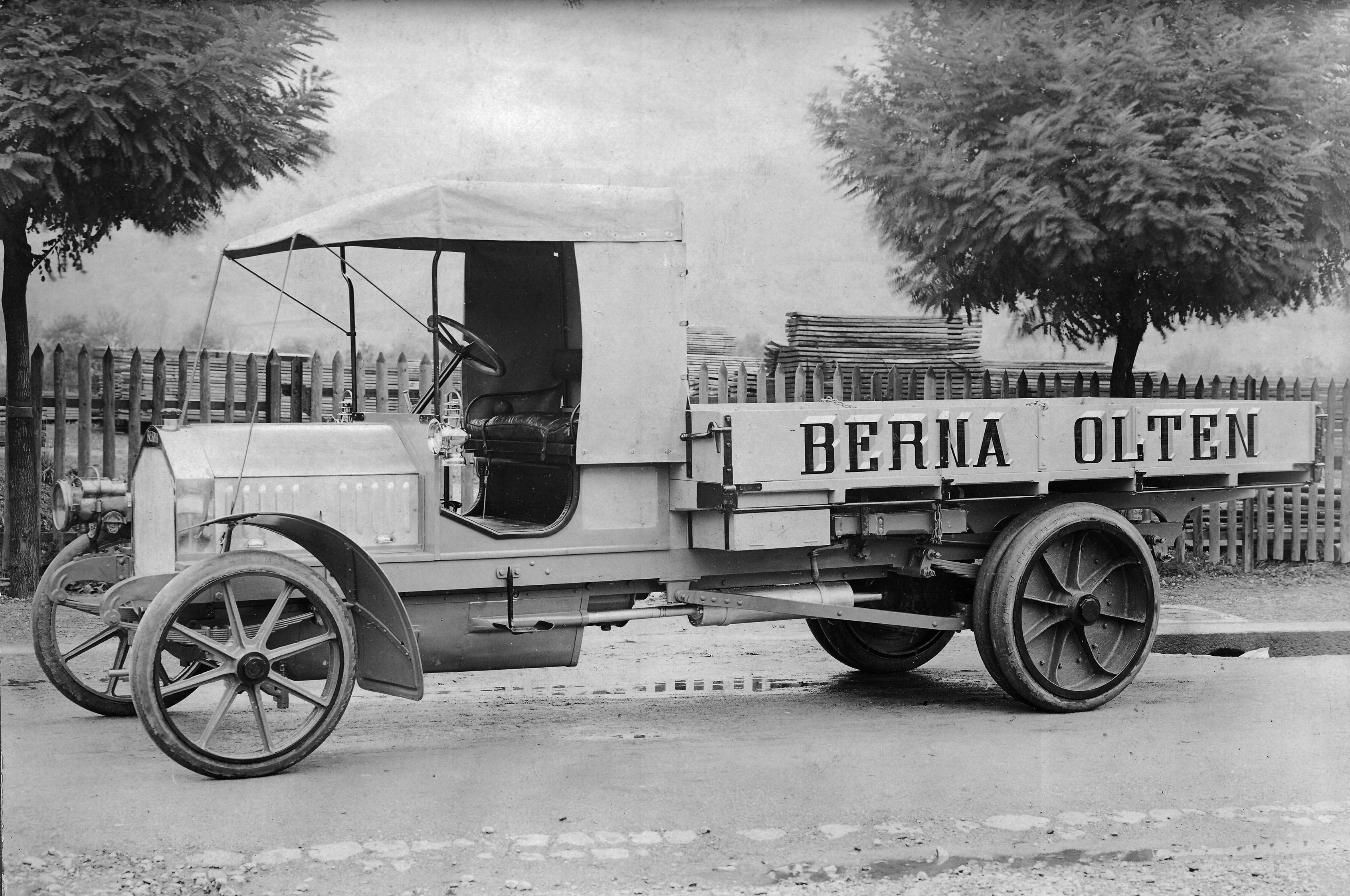
Un camion Berna aux alentours de 1910.
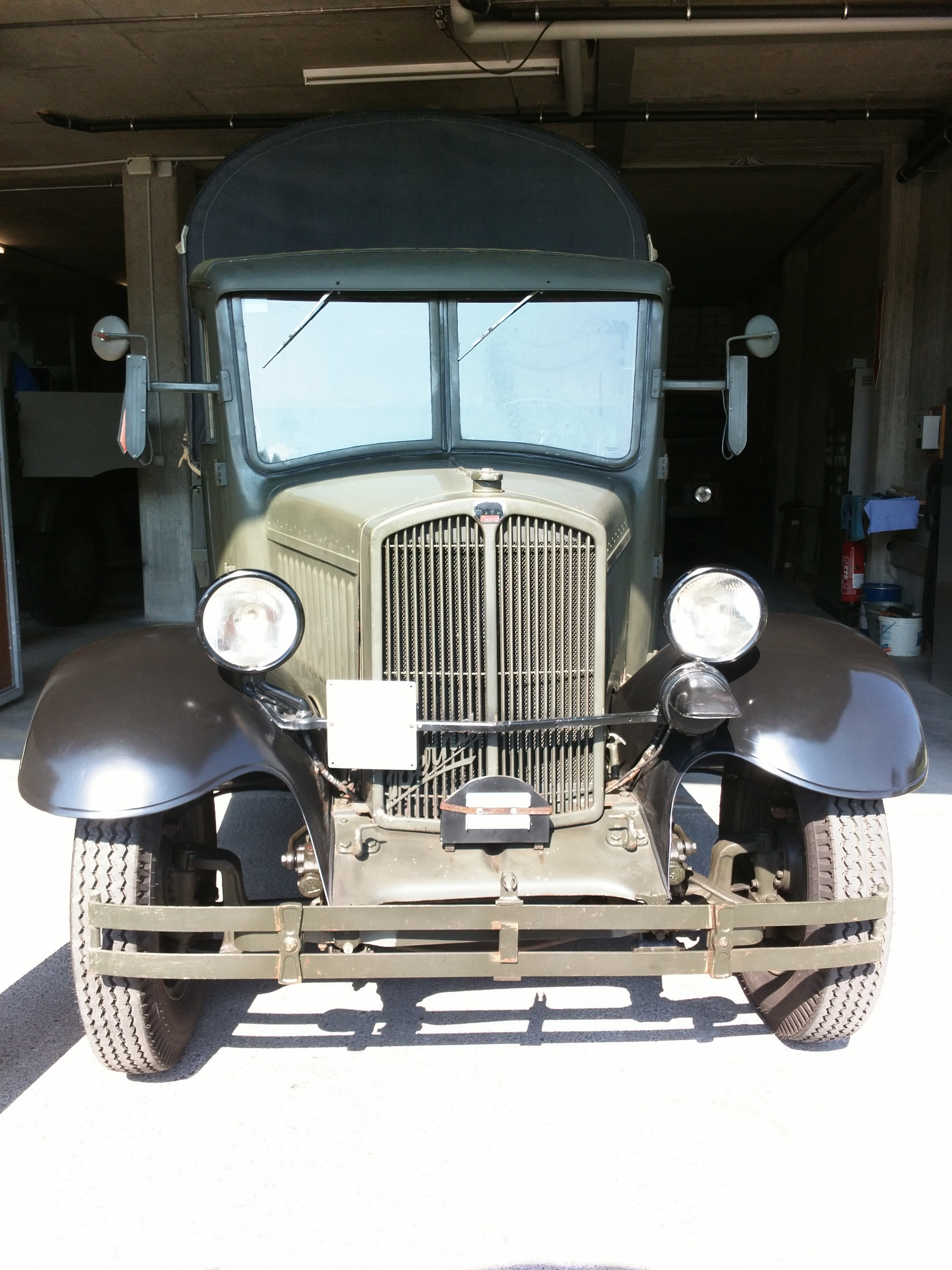
Un camion Berna L275/10 (de) de l'Armée suisse
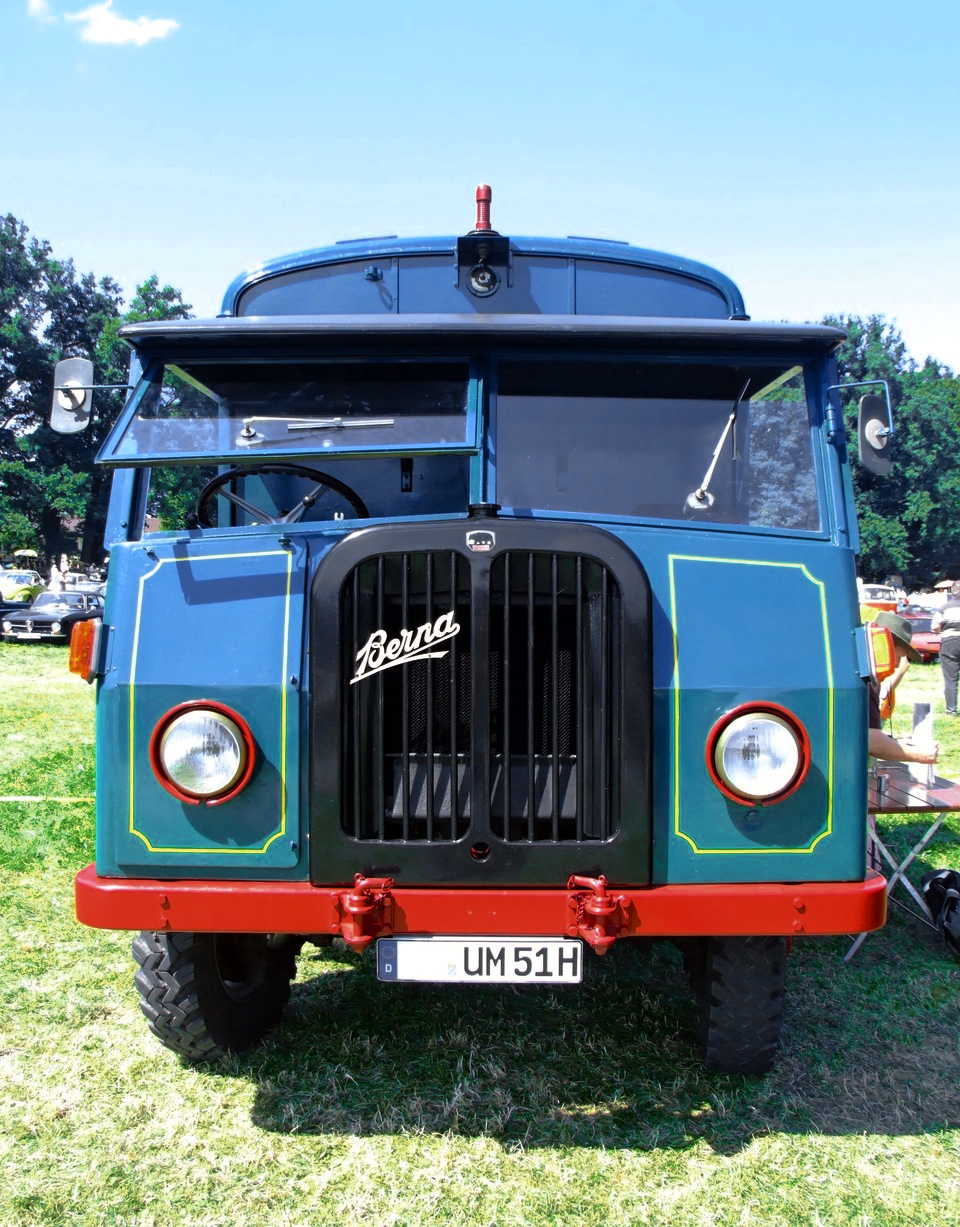
Véhicule radio Berna 2UM de l'armée suisse fabriqué en 1951 sur le châssis du Berna 2 (de).
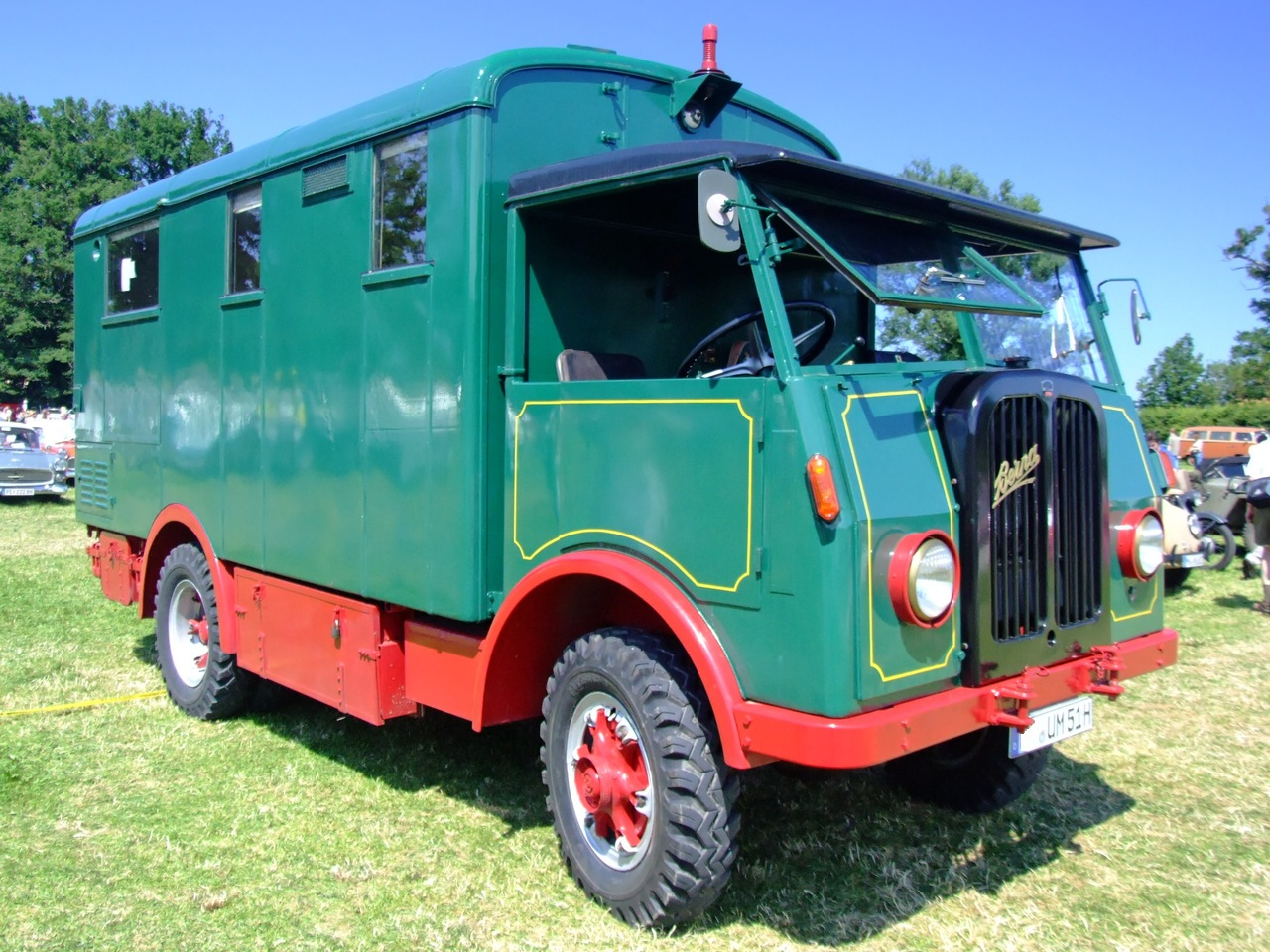
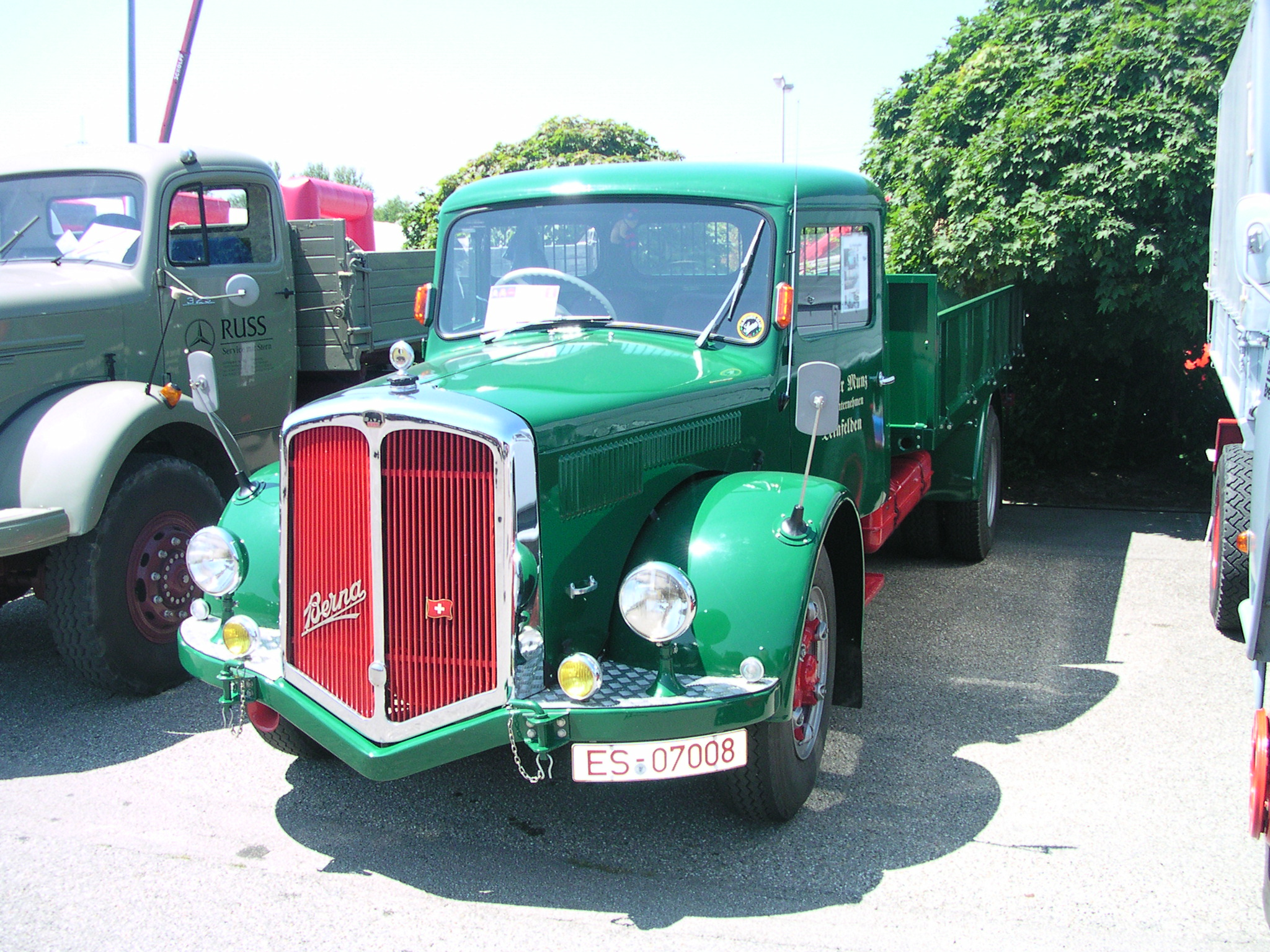
Berna 5
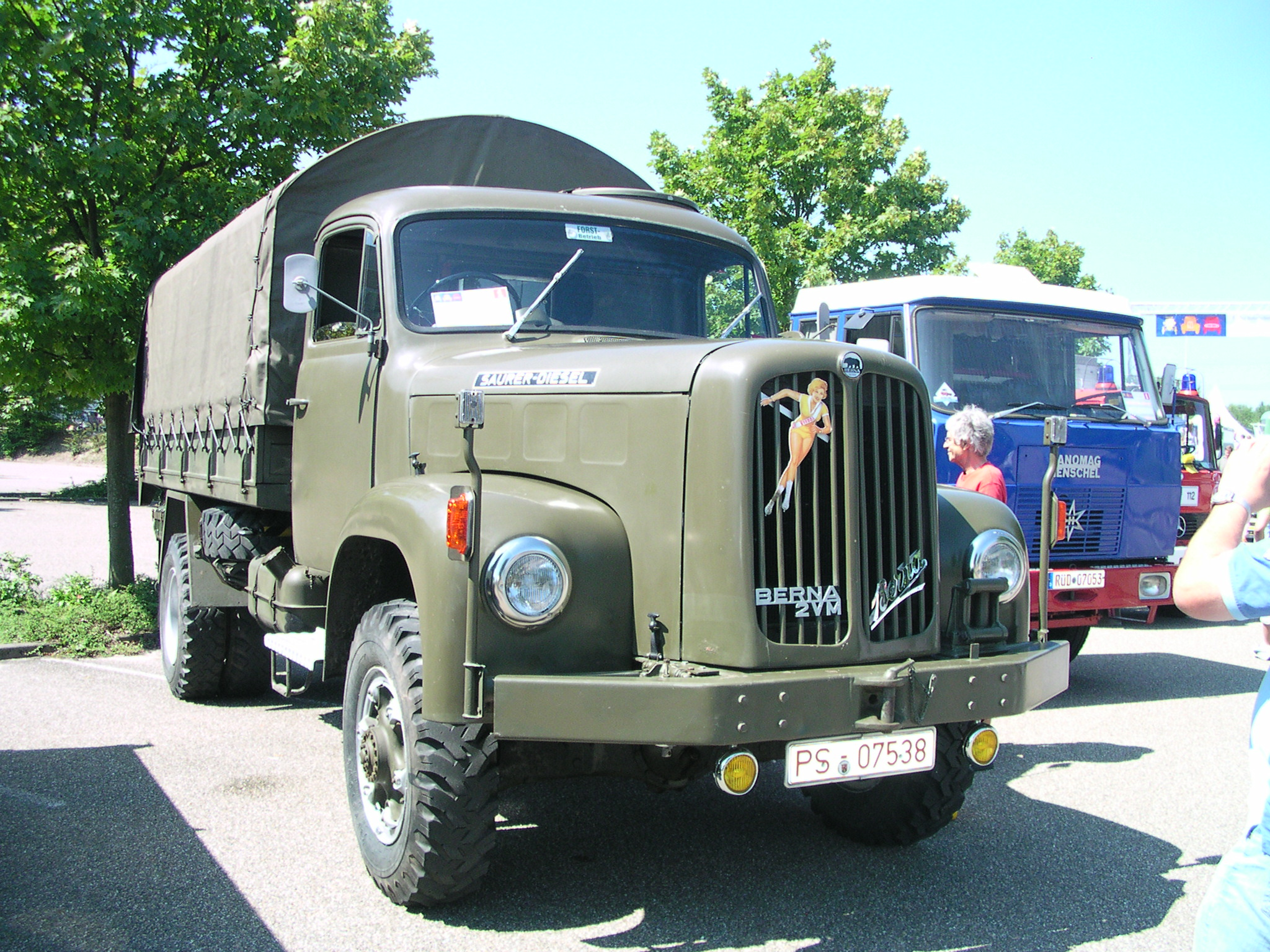
Un camion Berna 2VM (de) de l'armée de 1967.
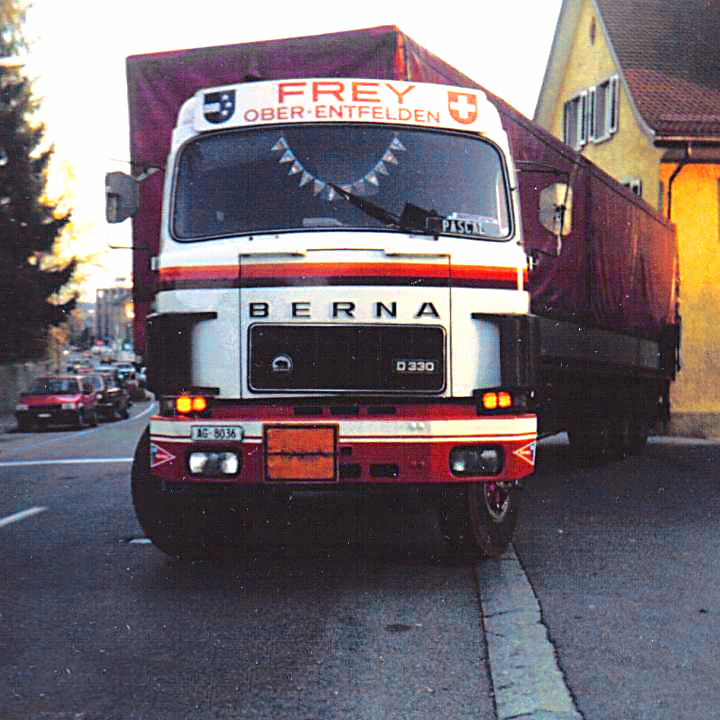
Un camion Berna D330 en version tracteur (2005).

#### Camion Berna C2

Un Berna C2 d'une compagnie d'aérostiers (Ballon Pionier Kompanie II) entre 1914 et 1918.

Un Berna C2 sur la route du Gothard entre 1914 et 1918. La conduite à droite, rendant la conduite en montagne plus aisée, a été une caractéristique courante des constructeurs suisses.

Caractéristiques du camion Berna 3.5-4t (charge utile) "Type C2"
- Châssis :
  - Moteur 
    - Vertical à 4 cylindres : 30,35 CV
    - Alésage des cylindres : 105 mm
    - Course des pistons : 160 mm
    - Vitesse de régime : 1 000 tr/min

  - Réservoir à essence : capacité 80 litres
  - Vitesses : quatre avant, une arrière
  - Empattement : 4 mètres
  - Voie : avant : 1,57 m, arrière : 1,49 m
  - Largeur du châssis : 910 mm
  - Hauteur au-dessus du sol : 800 mm
  - Ressorts avant : 900 x 50 mm
  - Ressorts arrière : 1000 x 70 mm
  - Roues avant, jantes : 720 mm 6
  - Roues arrière, jantes : 720 mm 6
  - Poids du châssis : 2 800 kg
  - Diamètre minimum de virage : 14 mètres

- Carrosserie normale
  - Siège torpède avec capote, rideaux de côté et pare-brise
  - Plateforme air 3,6 m x 1,8 m
  - Hauteur au-dessus du sol 1,14 m
  - Ridelles rabattables
    - longueur : 6,2 m
    - largeur : 1,9 m
    - hauteur : 2,6 m

  - Bandages avant, simples 870 x 100 mm
  - Bandages arrière, jumelées 1010 x 120 mm
  - Poids du camion vide en ordre de marche 3 600 kg
  - Rampe maximum en pleine charge : 18%

- Carrosserie bâchée
  - Hauteur intérieure libre : 1,75 m
  - Hauteur totale au-dessus du sol : 3 m

### Autobus
- Berna Car Alpin (1935) [14]
- Berna L4UP350
  - Berna / Gangloff L4UP350-H T1 (1947).
- Alpencar (1948)
- Berna 2H (1952)
- Omnibus Berna SH560-25 (1978)

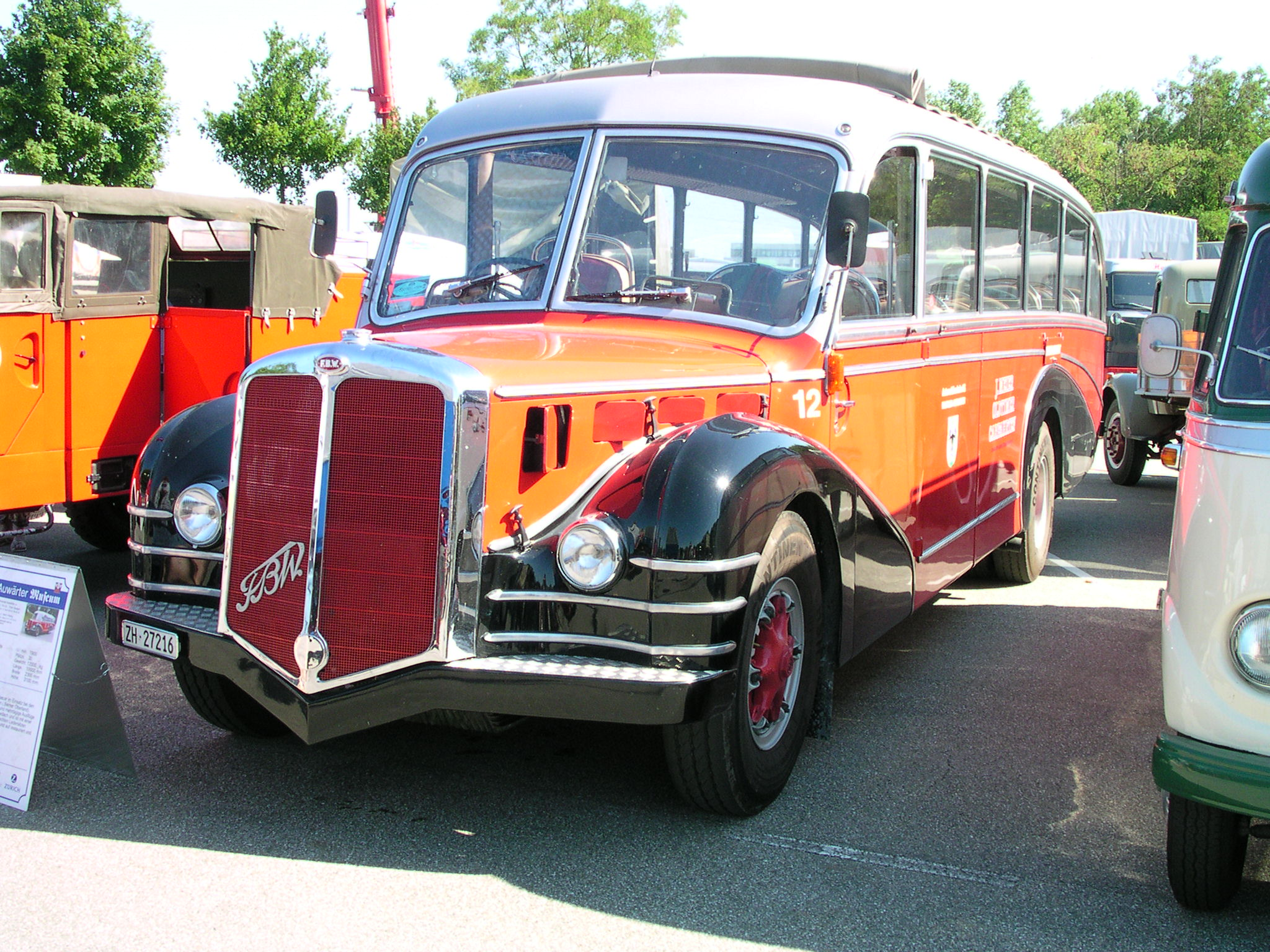
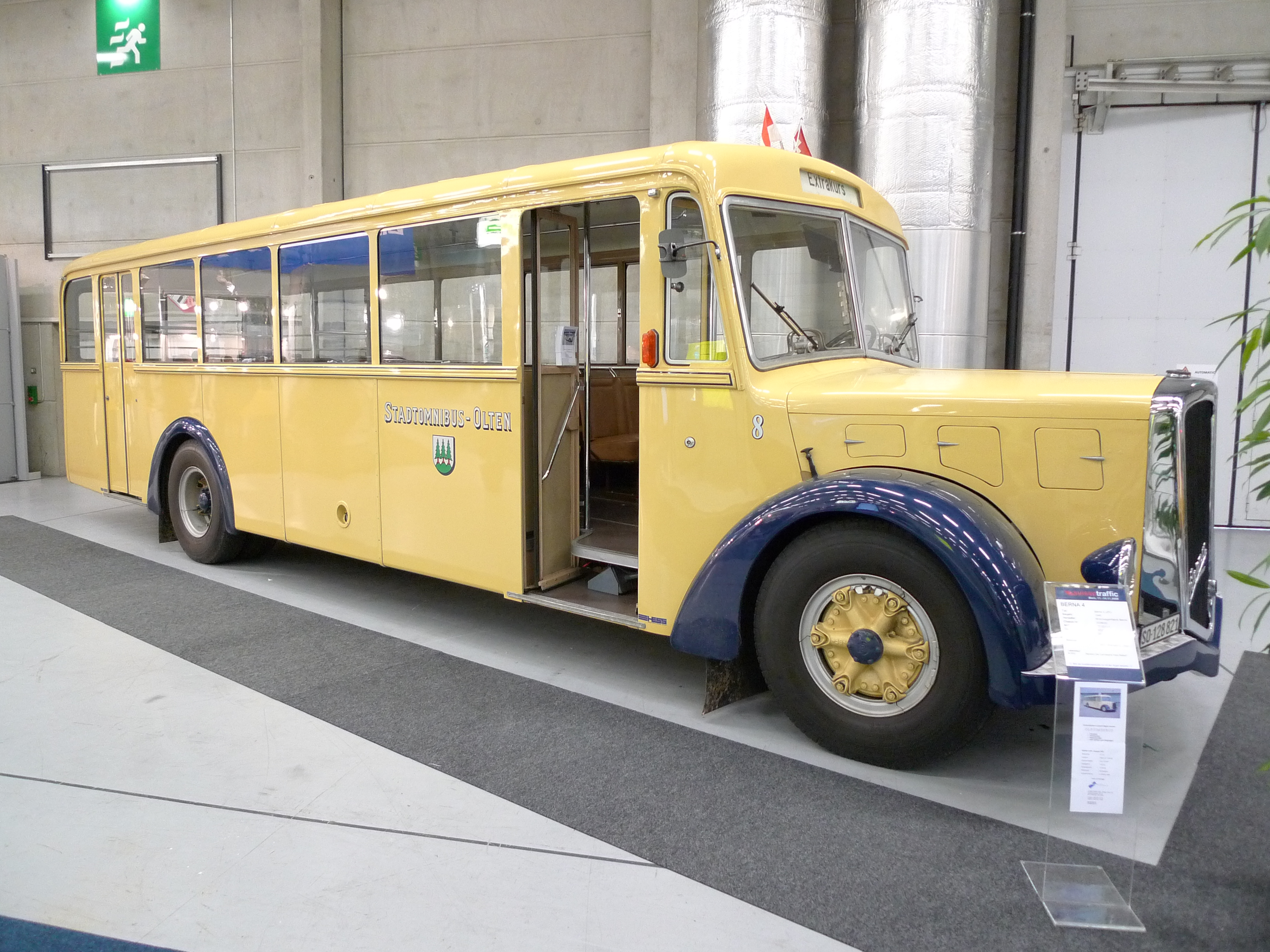
Autobus Berna construit en 1946
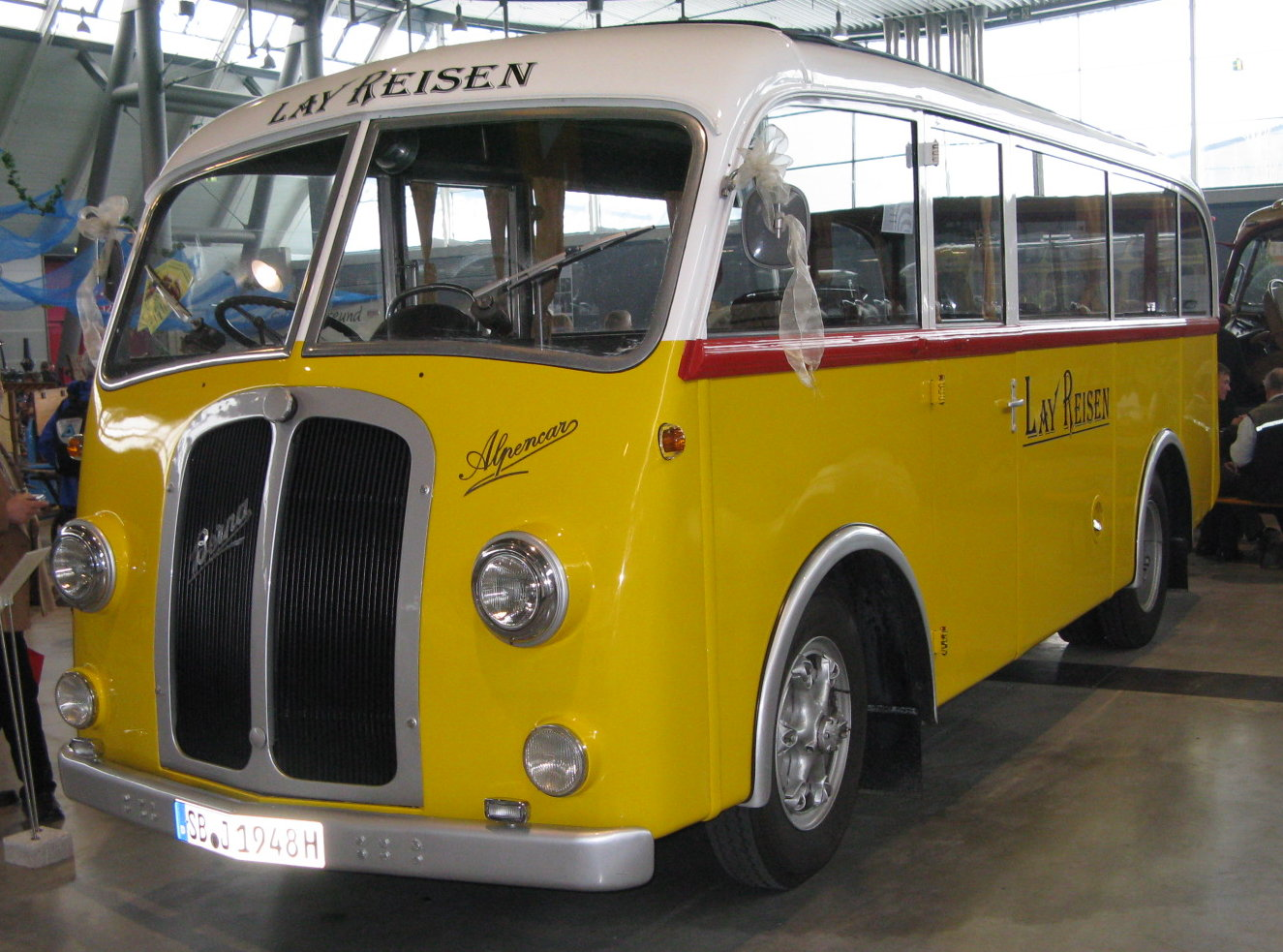
Berna Alpencar de 1948
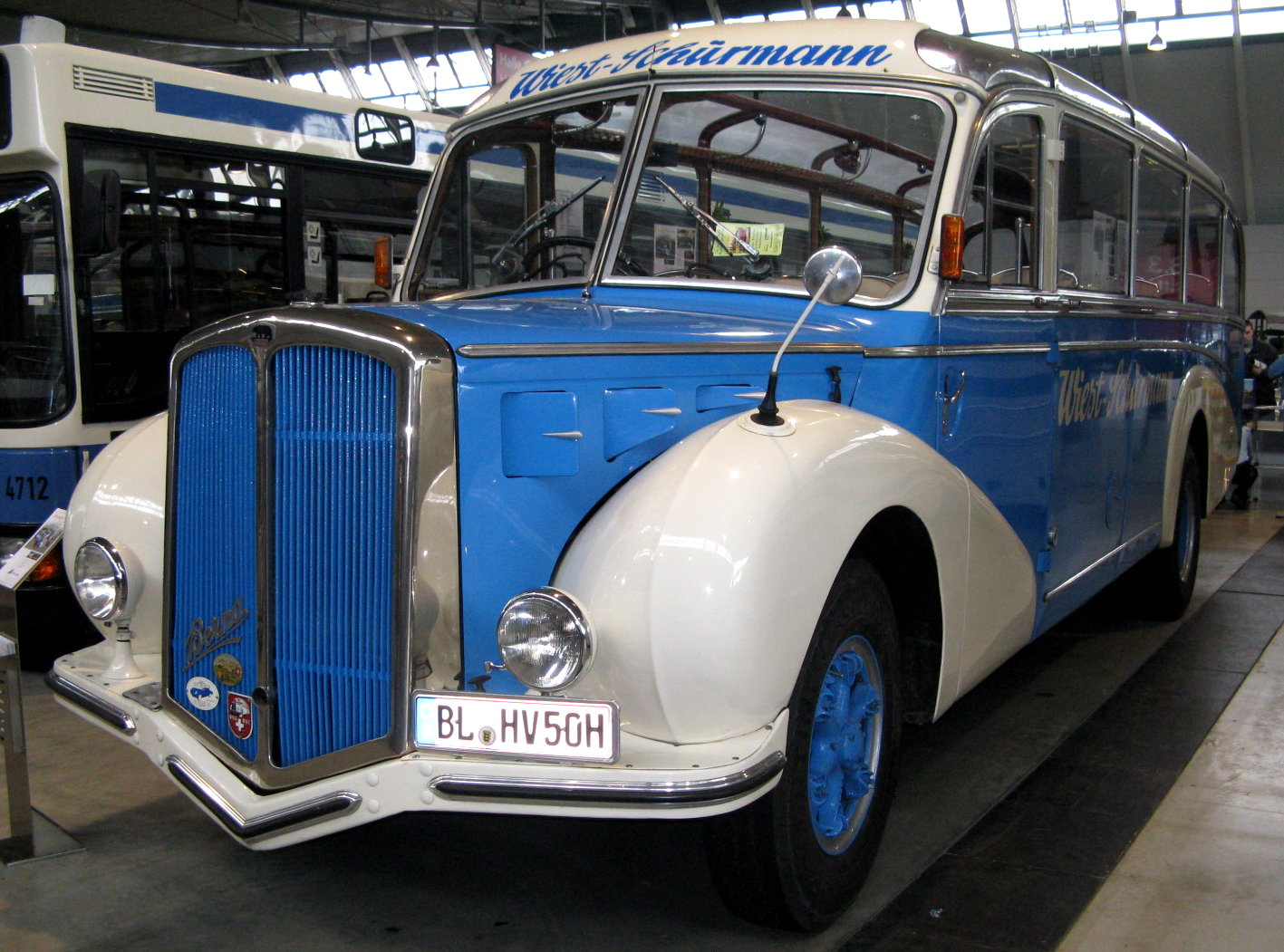
Berna de 1950
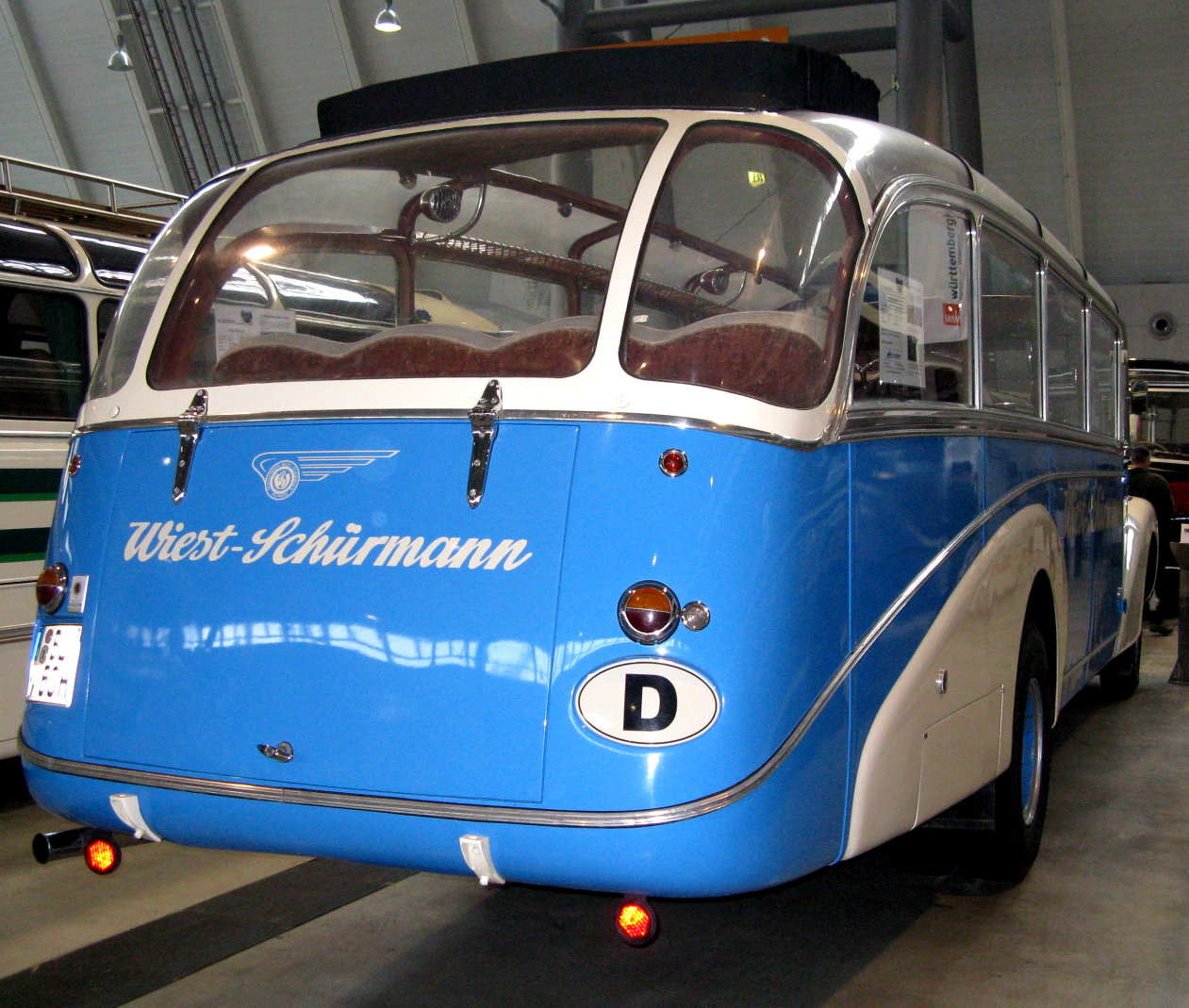
L'arrière de ce même autobus

### Trolleybus

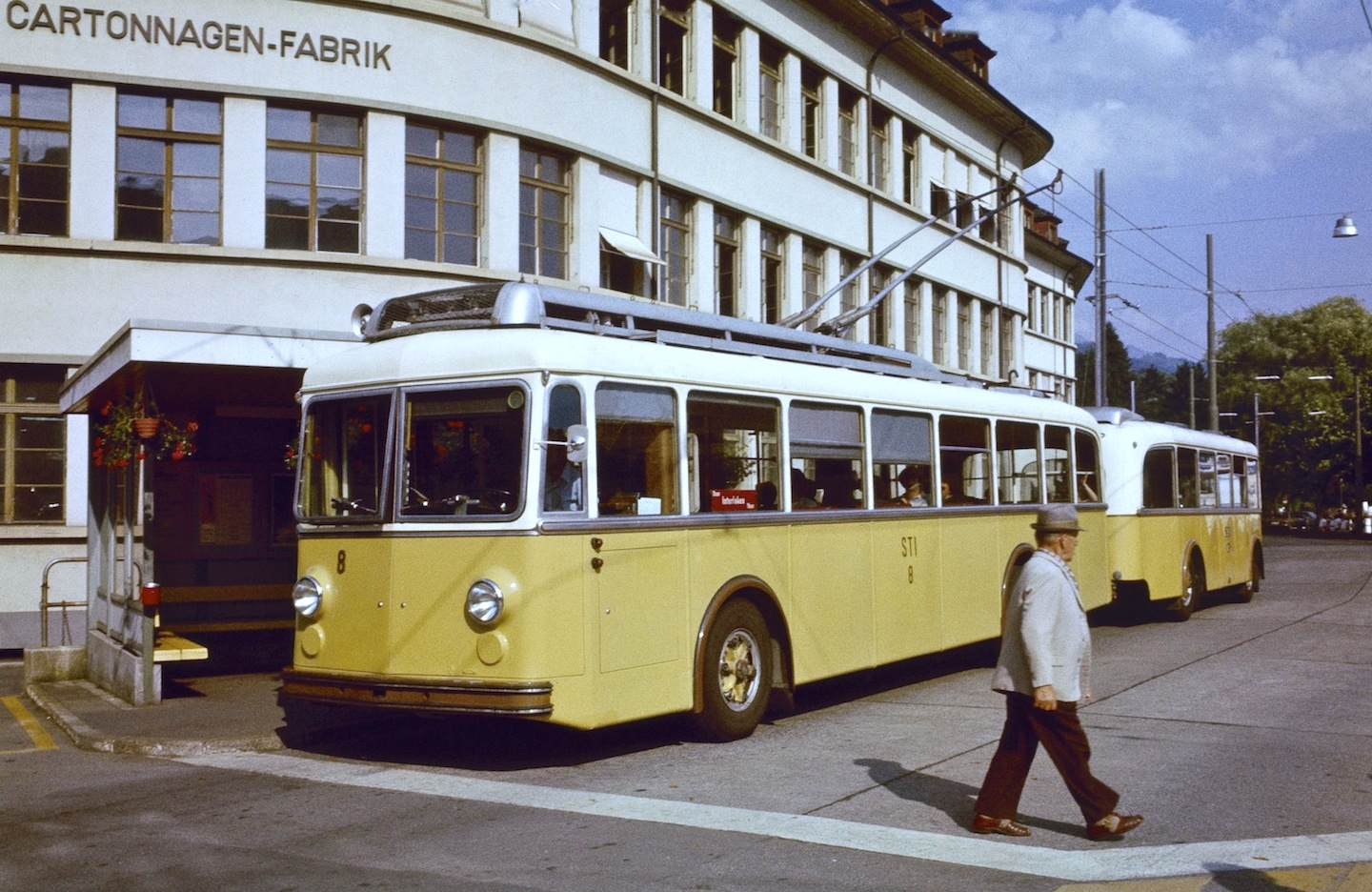
Un trolleybus de la compagnie STI à Thoune en 1979. Le véhicule tracteur est un Berna de 1950 avec une carrosserie Ramseier & Jenzer.
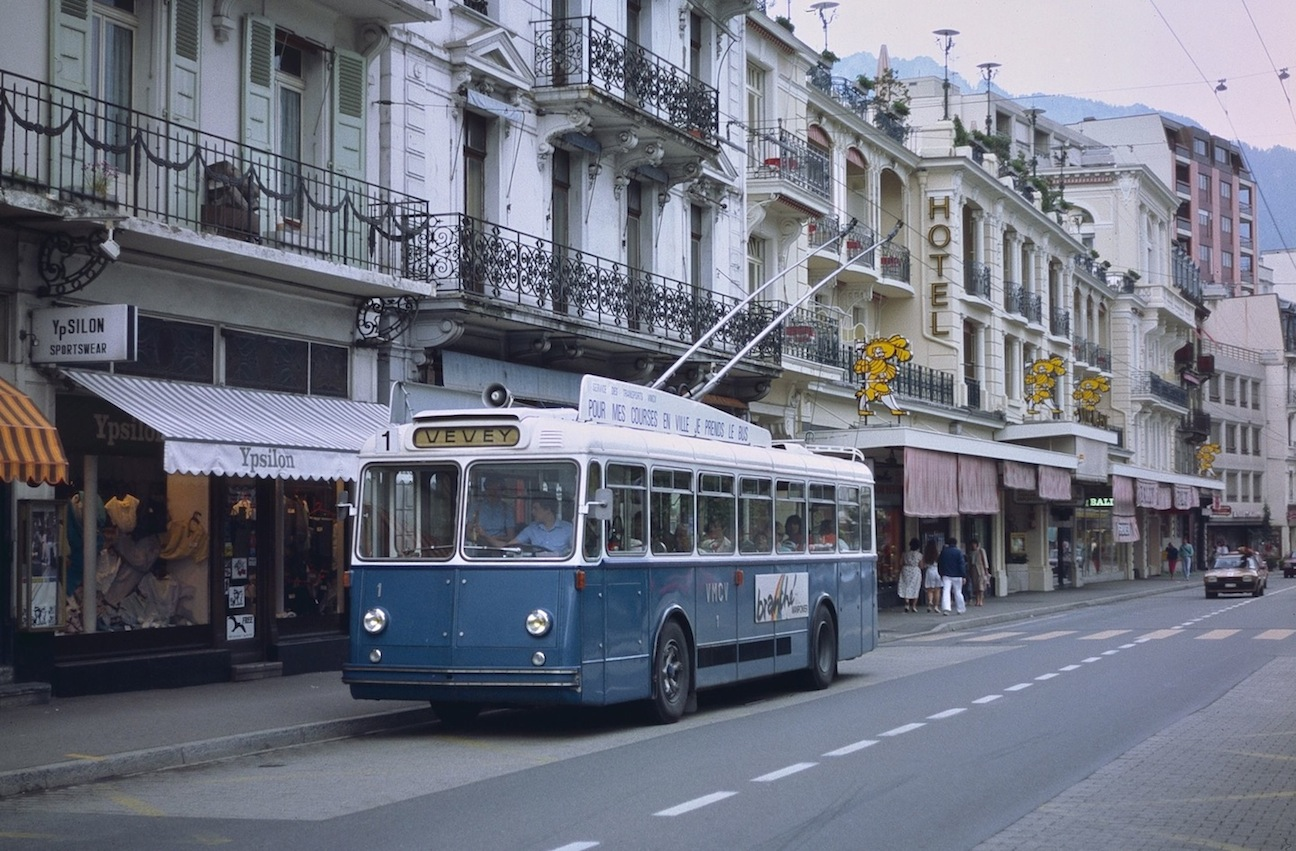
Un trolleybus des VMCV à Montreux en 1985. Il s'agit d'un Berna de 1957.
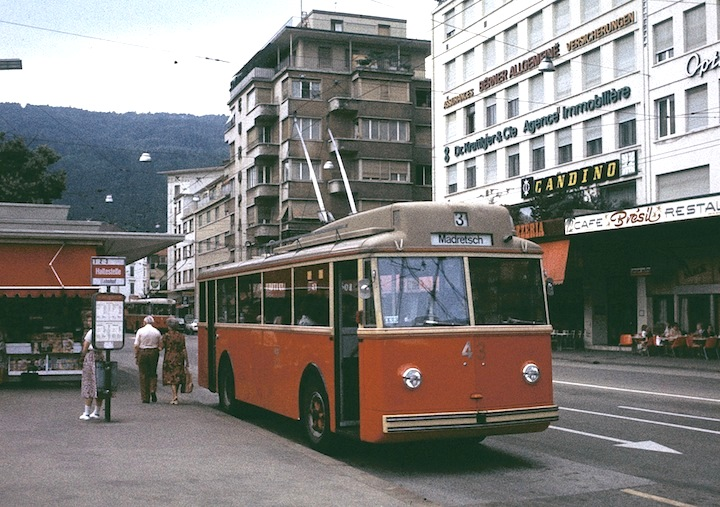
Un trolleybus à Bienne en 1979. Il s'agit d'un Berna de 1951
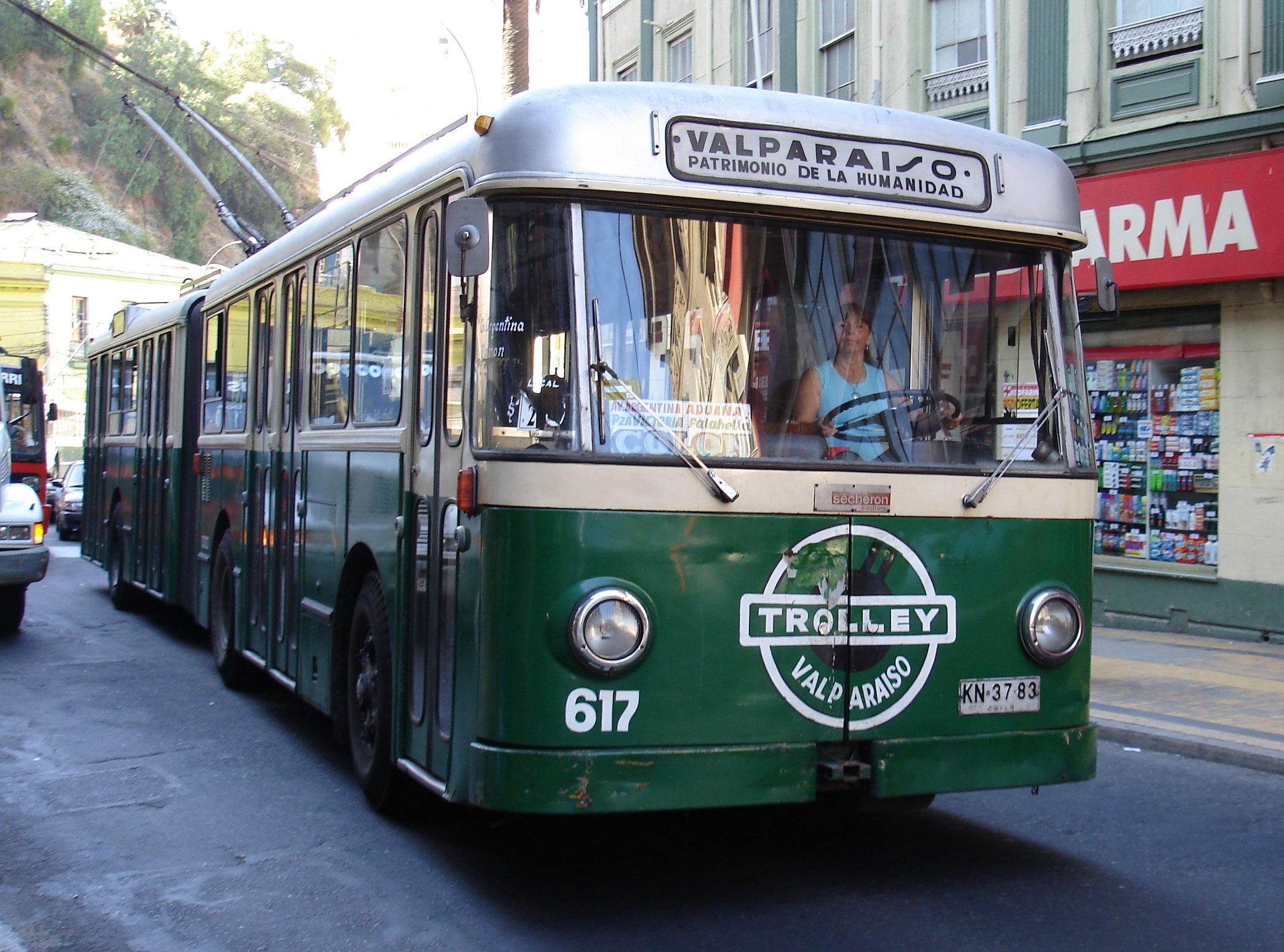
Un trolleybus Berna du type 4 GTP (de) de 1965 des trolleybus de Valparaiso (2010).

### Tracteurs
Berna produit des remorqueurs semblables à des tracteurs pour l'armée suisse pendant la Première Guerre mondiale et les années 1920.

Un remorqueur Berna produit pendant la Première Guerre mondiale.
Un tracteur Berna tractant un obusier de 15 cm pendant la Première Guerre mondiale.
Montage de lames sur un tracteur

## Véhicules en service au sein de services du feu
- Berna (1933) [16]

## Utilisateurs militaires

### Les véhicules Berna au sein de l'Armée suisse

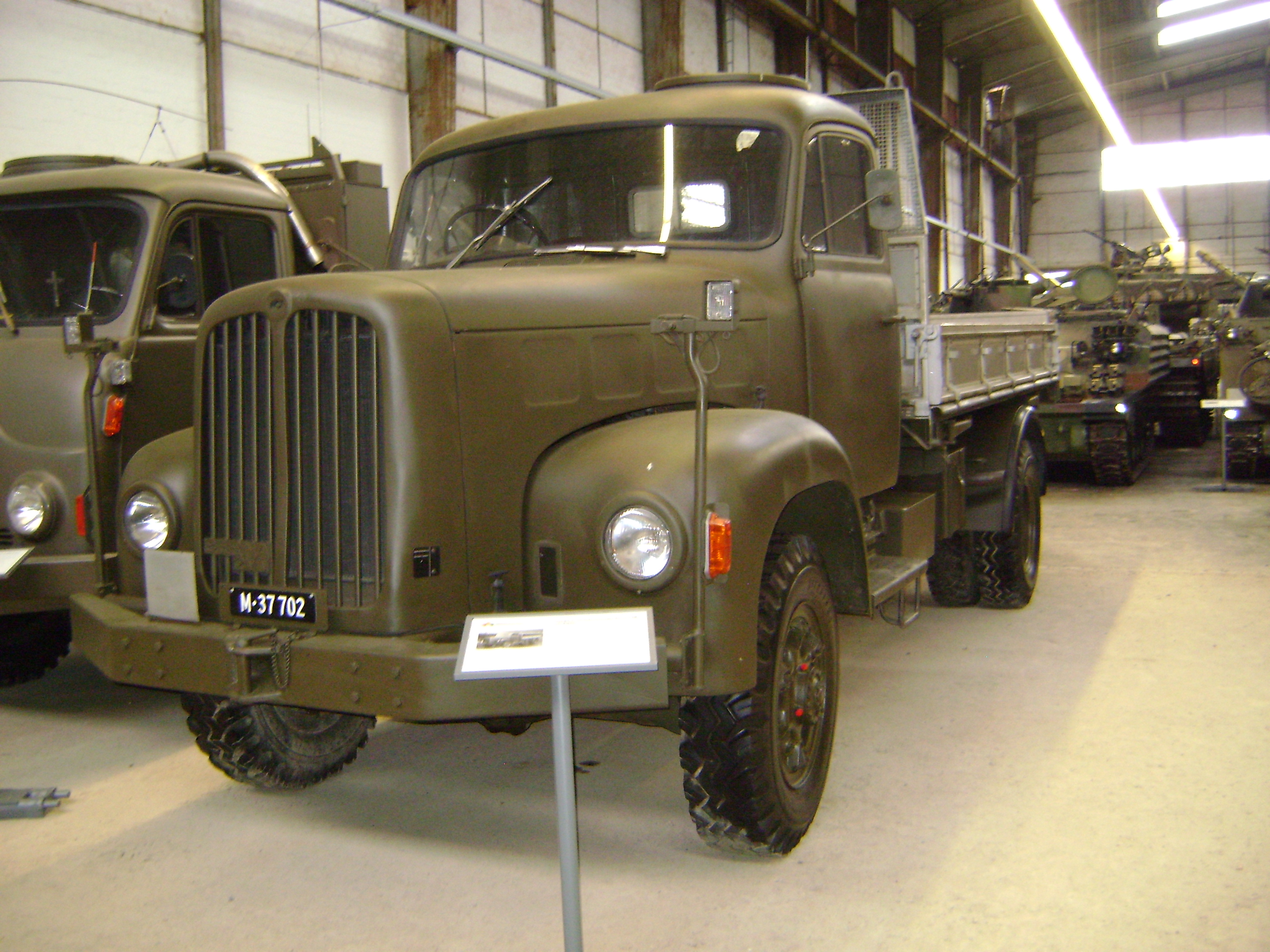
Berna 2VM Camion à benne basculante

- Berna C2 : un grand nombre livré entre 1914 et 1917[17].
- Tracteur Berna :

Les véhicules construit pour l'Armée suisse depuis les années 1930 sont similaires à ceux fabriqués par Saurer.
- Berna 2 UL : 360 véhicules, en service de 1938 à 1980[19]
- Berna 2 US (de) : 360 véhicules, en service de 1947 à 1980
- Berna 2 UM véhicule de transmission, présérie : en service à partir de 1950

- Berna 4 UM
  - Berna 4 UM, présérie : 7 véhicules, en service à partir de 1949
  - Berna 4 UM : 237 véhicules, en service de 1949 à 1995, immatriculation M+62501 à M+62737
  - Berna 4 UM véhicule de transmission : 6 véhicules, en service de 1964 à 1994

- Berna 5 UL
  - Berna 5 UL 550 T1, citerne 5000 l, 4x2, Strassenzisterne 51 : 6 véhicules, en service de 1951 à 1979
  - Berna 5 UL 550 T2, citerne 9000 l, 4x2, Strassenzisterne 58 : 7 véhicules, en service de 1958 à 1979

- Berna 2VM (de) : environ 800 véhicules de tous types, en service de 1964 à 2009
  - Berna 2 VM Kipper (Camion à benne basculante) : 50 véhicules, en service de 1968 à 2002
  - Berna 2 VM Muldenki : 32 véhicules, en service de 1968 à 2010
  - Berna 2 VM Langmatw (Camion à benne basculante) (transport long) : 19 véhicules, en service de 1970 à 1999 dans les troupes du génie, immatriculation M+82110 à M+82128

### Les véhicules Berna au sein de l'armée britannique
Durant la Première Guerre mondiale l'armée britannique utilisa 591 Berna C2 produit à Olten et environ 300 autres produit au Royaume-Uni